# 59 (číslo)
Padesát devět je přirozené číslo, které následuje po číslu padesát osm a předchází číslu šedesát. Římská číslice je LIX.

## Matematika
- sedmnácté prvočíslo
- Deficientní číslo

## Věda

### Chemie
- Protonové číslo praseodymu
- Nukleonové číslo nejběžnějších izotopů kobaltu a niklu

## Kosmonautika
STS-59 byla 6. mise raketoplánu Endeavour. Cílem letu mise byly experimenty Space Radar Laboratory.

## Roky
- 59 př. n. l.
- 59
- 1959